# Made in Virginia 1
Made in Virginia 1 è un album in studio della cantante italiana Viola Valentino pubblicato nel 2004.

## Descrizione
L'album, uscito sia in versione cofanetto che in due distinti CD, contiene i successi dell'artista e tre brani inediti: Dea, F.a.T.a (Acqua Fuoco Aria Terra) e La schiava. Inoltre come traccia cd-rom nel primo disco era presente il video del brano Come quando fuori piove e nel secondo disco il video di Comprami 2000, nel quale appare Platinette.

## Tracce
1. Dea (Gennaro Cosmo Parlato, T. Borghi, V. Valentino) (inedito)
2. F.a.T.a (Acqua Fuoco Aria Terra) (P. Martone) (inedito)
3. Sola (Vincenzo Spampinato, Maurizio Fabrizio)
4. Sei una bomba (Riccardo Fogli, Guido Morra, Renato Brioschi)
5. Arriva, arriva (V. Spampinato, M. Fabrizio)
6. Comprami (Cristiano Minellono, R. Brioschi)
7. Onda tra le onde (Oscar Avogadro, Mario Lavezzi)
8. Acqua (Grazia Di Michele)
9. La battaglia (Mogol, Gianni Bella)
10. Probabilmente niente (M. Marsili)
11. Un angelo dal cielo (Enrico Riccardi)
12. Amore Stella (M. Fabrizio, G. Morra)
13. Dall'Atlantico a Napoli (Dario Gay)
14. Anime d'autunno (Libertango) (Astor Piazzolla, D. Gay)
15. Aspettando Elia (M. Marsili)
16. Quasi mezzanotte (Giorgio Vanni, Paolo Costa, C. D'Onofrio)
17. Come quando fuori piove (videoclip)